# 約迪·墨菲
約迪·墨菲（英語：Jordi Murphy；1991年4月22日—）是一位愛爾蘭橄欖球運動員。他是愛爾蘭國家橄欖球隊的一員，代表愛爾蘭參加了2015年世界盃橄欖球賽。